# I Liga 1980/1981
Ekstraklasa 1980/81 byla nejvyšší polskou fotbalovou soutěží. Vítězem se stal a do Poháru mistrů evropských zemí se kvalifikoval tým Widzew Łódź. Do Poháru UEFA se kvalifikovaly týmy Wisla Krakov a Szombierki Bytom. Účast v Poháru vítězů pohárů si zajistil vítěz poháru Legia Varšava.
Soutěže se zúčastnilo celkem 16 celků, soutěž se hrála způsobem každý s každým doma-venku (celkem tedy 30 kol) systémem podzim-jaro. Při shodném počtu bodů rozhodovaly o pořadí vzájemné zápasy. Sestoupily poslední 2 týmy Zawisza Bydgoszcz a Odra Opole. 

## Tabulka
| Poř.       | Tým                | Z  | V  | R  | P  | VG    | OG | B        |
| ---------- | ------------------ | -- | -- | -- | -- | ----- | -- | -------- |
| 1.         | Widzew Łódź        | 30 | 14 | 11 | 5  | 39    | 25 | 39       |
| 2.         | Wisla Krakov       | 30 | 15 | 7  | 8  | 51    | 30 | 37       |
| 3.         | Szombierki Bytom   | 30 | 15 | 6  | 9  | 51    | 33 | 36       |
| 4.         | Śląsk Wrocław      | 30 | 13 | 10 | 7  | 32    | 28 | 36       |
| 5.         | Legia Varšava      | 30 | 12 | 12 | 6  | 48    | 29 | 36       |
| 6.         | Bałtyk Gdynia (N)  | 30 | 14 | 8  | 8  | 30    | 27 | 36       |
| 7.         | Ruch Chorzów       | 30 | 11 | 8  | 11 | 36    | 39 | 30       |
| 8.         | Lech Poznań        | 30 | 11 | 7  | 12 | 28    | 29 | 29       |
| 9.         | Stal Mielec        | 30 | 12 | 4  | 14 | 41    | 44 | 28       |
| 10.        | Motor Lublin (N)   | 30 | 10 | 8  | 12 | 36    | 45 | 28       |
| 11.        | Arka Gdynia        | 30 | 9  | 10 | 11 | 40    | 42 | 28       |
| 12.        | Górnik Zabrze      | 30 | 9  | 9  | 12 | 20    | 27 | 27       |
| 13.        | ŁKS Łódź           | 30 | 8  | 9  | 13 | 24    | 38 | 25       |
| 14.        | Zagłębie Sosnowiec | 30 | 7  | 10 | 13 | 22    | 27 | 24       |
| 15.        | Zawisza Bydgoszcz  | 30 | 9  | 5  | 16 | 32543 | 23 | #ff8888" |
| Odra Opole | 30                 | 6  | 6  | 18 | 26 | 43    | 18 | #ff8888" |

|  | Pohár mistrů evropských zemí 1981/82 |
|  | Pohár vítězů pohárů 1981/82          |
|  | Pohár UEFA 1981/82                   |
|  | Sestup do 2. ligy                    |

## Nejlepší střelci
|    |        | hráč               | tým              | PG |
| -- | ------ | ------------------ | ---------------- | -- |
| 1. | Polsko | Krzysztof Adamczyk | Legia Varšava    | 18 |
| 2. | Polsko | Kazimierz Kmiecik  | Wisla Krakov     | 16 |
| 3. | Polsko | Roman Ogaza        | Szombierki Bytom | 14 |

## Soupiska mistra -Widzew Łódź
Piotr Gajda (5/0), Jerzy Klepczyński (13/0), Józef Młynarczyk (14/0) - Zbigniew Boniek (11/1), Andrzej Grębosz (24/3), Andrzej Jacek (3/0), Piotr Janisz (1/0), Jan Jeżewski (27/0), Krzysztof Kamiński (2/0), Janusz Lisiak (6/0), Piotr Mierzwiński (11/0), Andrzej Możejko (25/1), Marek Pięta (22/5), Bogusław Plich (29/0), Piotr Romke (20/0), Zdzisław Rozborski (30/1), Mirosław Sajewicz (9/0), Włodzimierz Smolarek (25/6), Krzysztof Surlit (27/9), Mirosław Tłokiński (29/4), Paweł Wożniak (7/1), Władysław Żmuda (28/1) - trenér Jacek Machciński